# Longomel
Longomel is een plaats (freguesia) in de Portugese gemeente Ponte de Sor en telt 1494 inwoners (2001).